# Тридакны
Трида́кны (лат. Tridacna) — род крупных морских двустворчатых моллюсков, обитающих в тропиках.

## Описание
Распространённая в Тихом океане гигантская тридакна (Tridacna gigas) имеет раковину, длина которой иногда достигает двух метров. Вес достигает 400 килограммов. Моллюск способен прожить более 200 лет.
В тканях обитают зооксантеллы, которые живут за счёт фотосинтеза и кормят моллюска. Моллюск переваривает и часть самих водорослей прямо в тканях (кишечник недоразвит). Края мантии постоянно выступают между створок раковины и снабжены оптической системой — небольшими светопреломляющими конусами, погружёнными узким концом глубоко в тело моллюска, сложенными из прозрачных клеток и проводящими свет в глубины тканей для водорослей-симбионтов.

## Тридакна и человек
Раковины используются как строительный материал и для поделок. Жители некоторых островов Океании изготовляли из них монеты.
Правители Венецианской республики поднесли королю Франциску I (1494—1547) две тридакны, которые находятся в парижской церкви Сен-Сюльпис и служат в качестве купели. Это наиболее крупные из всех найденных тридакн.
Повсеместный лов тридакн уже привёл к сокращению популяции, остаётся надеяться на то, что они спасутся в глубинах — этот моллюск может спокойно находиться на глубине до 100 метров. Ещё могут спасти тридакн аквариумисты: моллюски эффектно смотрятся в искусственных водоёмах.
В старину ныряльщики боялись тридакн: верили, что она может раздавить человека своими «челюстями» или утопить его, ухватив за ногу или руку. В тридакнах находят самые крупные жемчужины (Жемчужина Лао-цзы), и для увеличения стоимости для каждой из них придумали легенду о безымянном ныряльщике, зажатом рукой или ногой створками раковины и так погибшем. Отсюда пошло другое название моллюска — «ловушка смерти».

## Фото
- Tridacna derasa
- Tridacna squamosa
- Tridacna squamosa
- Tridacna squamosa
- Tridacna squamosa
- Tridacna sp.
- Tridacna crocea
- Tridacna sp.
- Tridacna sp.
- Сифон Tridacna sp.